# Edi Sylisufaj
Edi Sylisufaj, né le 8 mars 2000 en Suède, est un footballeur kosovar qui évolue au poste d'avant-centre au Landskrona BoIS.

## Biographie

### Falkenbergs FF
Edi Sylisufaj est formé au Falkenbergs FF, club qu'il rejoint à l'âge de six ans. Le 23 octobre 2016, il joue son premier match en professionnel, à l'occasion d'une rencontre d'Allsvenskan face à l'IFK Norrköping. Il entre en jeu à la place d'Enock Kwakwa, et son équipe s'incline sur le score de deux buts à un. Cette apparition fait de lui le premier joueur né dans les années 2000 à jouer en première division suédoise.
Le 4 janvier 2017, il signe son premier contrat professionnel, d'une durée de trois saisons. Sylisufaj est intégré à l'équipe première lors de la saison 2017, mais dans la Superettan, le club ayant terminé 16e, à la dernière place du classement en 2016, et donc relégué à l'échelon inférieur. Il réalise sa première apparition dans cette compétition le 17 mai 2017, lors d'une défaite face à l'Örgryte IS (2-1). Un mois plus tard, le 17 juin, il inscrit son premier but en professionnel, lors d'une rencontre de championnat face à l'IFK Värnamo. Alors que son équipe était menée d'un but, il entre en cours de partie pour égaliser, et ainsi donner le point du match nul à son équipe (1-1).
En 2018, le club termine deuxième de Superettan et retrouve la première division deux ans après l'avoir quittée.

### IK Sirius
Le 6 août 2021, Sylisufaj est prêté à l'IK Sirius jusqu'à la fin de l'année, avec option d'achat.
Le 3 janvier 2022, Edi Sylisufaj s'engage définitivement avec l'IK Sirius. Il signe un contrat courant jusqu'en décembre 2026,.

### Landskrona BoIS
Le 24 juillet 2024, après avoir vu son prêt à l'Örgryte IS prendre fin prématurément, Edi Sylisufaj est transféré au Landskrona BoIS. Il signe un contrat courant jusqu'en décembre 2026,.

### En sélection
Edi Sylisufaj compte trois sélections avec l'équipe de Suède des moins de 17 ans, toutes obtenues en 2017.
Sylisufaj change ensuite de sélection, optant pour le Kosovo. Il joue son premier match avec les espoirs le 9 octobre 2020 contre l'Autriche. Il entre en jeu et son équipe s'incline (0-1 score final).

## Vie personnelle
Né en Suède, Edi Sylisufaj est originaire du Kosovo et d'Albanie.